# Día Internacional de las Familias
El Día Internacional de las Familias se celebra el 15 de mayo de cada año desde 1994. Esta fecha fue proclamada en 1993 por la Asamblea General de las Naciones Unidas (A/RES/47/237) haciéndose eco de la importancia que la comunidad internacional otorga a las familias. El Día Internacional de las Familias es una ocasión adecuada para promover la sensibilidad y un mejor conocimiento de los procesos sociales, económicos y demográficos que afectan a este importante núcleo de la sociedad. 

## Proclamación
El 9 de diciembre de 1989, la Asamblea General de las Naciones Unidas proclamó 1994 como el Año Internacional de la Familia. Esta proclamación fue el resultado de un proceso iniciado por recomendaciones del Consejo Económico y Social y su Comisión para el Desarrollo Social en los años 1980, destacando el rol fundamental de la familia en el proceso de desarrollo social y económico a nivel mundial. Posteriormente la AGNU decidió el 20 de septiembre de 1993, proclamar el Día Internacional de las Familias.El objetivo era sensibilizar a los gobiernos y la opinión pública global sobre los problemas y necesidades de las familias, además de explorar medios efectivos para abordar estas necesidades y mejorar la posición y el bienestar de las familias.

## Celebración
La fecha elegida para esta celebración fue el 15 de mayo de cada año, fue elegida para conmemorar la aprobación de la resolución inicial que propuso el Año Internacional de la Familia. Comenzó a celebrarse en 1994y ofrece una oportunidad para promover la conciencia sobre temas relacionados con las familias y aumentar el conocimiento de los procesos sociales, económicos y demográficos que las afectan.

## Temas
Hay años que poseen dos temas no coincidentes según la fuente.
- 1994: El papel fundamental de las familias en el proceso de desarrollo humano[4][5]
- 1995: Las familias: clave para prevenir rivalidades étnicas y promover la tolerancia[4]
- 1996: Families: Victims of Poverty and Homelessness, ('Familias: Víctimas de la Pobreza y la Falta de Hogar')[6][7]
- 1997: Building Families Based on Partnership,[7] Familias al borde de la extinción en zonas de guerra y áreas afectadas por conflictos[4]
- 1998: Families: Educators and Providers of Human Rights,[7] Tolerancia, respeto y equidad en la familia crean valores en la sociedad y las naciones[4]
- 1999: Families for all ages, ('Familias para todas las edades')[7]
- 2000: Las familias como agentes y beneficiarios del desarrollo[4][7]
- 2001: Las familias y los voluntarios enriquecen la vida comunitaria[4][7]
- 2002: Las familias y el envejecimiento: una sociedad para todas las edades[4][7]
- 2003: Preparations for the observance of the Tenth Anniversary of the International Year of the Family in 2004,[7] Un mayor compromiso político en la inclusión de la familia en los programas de gobierno[4]
- 2004: The Tenth Anniversary of the International Year of the Family: A Framework for Action,[7]Reconocimiento y apoyo a las contribuciones de la familia a la sociedad[4]
- 2005: HIV/AIDS and Family Well-being,[8]('VIH/SIDA y Bienestar Familiar')[4]
- 2006: Changing Families: Challenges and Opportunities,[9] Políticas públicas que promuevan la unidad familiar[4]
- 2007: La familia y las personas con discapacidad[4][10]
- 2008: Fathers and Families: Responsibilities and Challenges,[11]La necesidad profunda y universal de la figura paterna en las vidas de las familias[4]
- 2009: Las madres y las familias: retos en un mundo cambiante[12]
- 2010: The impact of migration on families around the world,[13] Las repercusiones de las migraciones en las familias del mundo[4]
- 2011: Lucha contra la pobreza de las familias y la exclusión social[4][5][14][15]
- 2012: Ensuring work family balance,[16][17] Lograr un equilibrio entre el trabajo y la familia[4]
- 2013: Promoción de la integración social y la solidaridad entre las generaciones[4][18]
- 2014: Families Matter for the Achievement of Development Goals; International Year of the Family + 20,[19]Las familias son importantes para el logro de los Objetivos de Desarrollo; Año Internacional de la Familia + 20'[4]
- 2015: ¿Mandan los hombres?,[20]¿Los hombres a cargo? Igualdad de género y derechos de los niños en las familias contemporáneas.[4]
- 2016: Families, healthy lives and sustainable future,[21]  Las familias, una vida sana y un futuro sostenible[4]
- 2017: Families, education and well-being,[22] Familias, educación y bienestar[4]
- 2018: Families and inclusive societies,[23] Familias y sociedades inclusivas[4]
- 2019: Families and Climate Action: Focus on SDG13,[24] Las familias y la Acción por el clima[4]
- 2020: Families in Development: Copenhagen & Beijing+25,[25][26] Familias en desarrollo: Copenhague y Beijing+25[4]
- 2021: Families and New Technologies, ('Familias y Nuevas Tecnologías')[27]
- 2022: Families and Urbanization, ('Familias y Urbanización')[28]
- 2023: Las tendencias demográficas y las familias[29]
- 2024: Las familias y el cambio climático[30]